# Condado de Madison (Illinois)
El condado de Madison (en inglés: Madison County) es un condado en el estado estadounidense de Illinois. En el censo de 2000 el condado tenía una población de 258 941 habitantes. Forma parte del área de Gran San Luis. La sede de condado es Edwardsville.

## Historia
El condado de Madison fue formado el 14 de septiembre de 1812 a partir de los condados de Randolph y St. Clair. Fue nombrado en honor a James Madison, el cuarto Presidente de los Estados Unidos. Originalmente el condado incluía toda la parte de Illinois al norte de San Luis (Misuri), así como toda el área ocupada actualmente por el estado de Wisconsin y parte de Minnesota y Míchigan.

## Geografía
Según la Oficina del Censo, el condado tiene un área total de 1918 km² (740 sq mi), de la cual 1878 km² (725 sq mi) es tierra y 40 km² (15 sq mi) (2,07%) es agua. El río Misisipi pasa al oeste del condado.

### Condados adyacentes
- Condado de Macoupin (norte)
- Condado de Montgomery (noreste)
- Condado de Bond (este)
- Condado de Clinton (sureste)
- Condado de St. Clair (sur)
- San Luis, Misuri (oeste, ciudad independiente)
- Condado de San Luis, Misuri (oeste)
- Condado de Saint Charles, Misuri (noroeste)
- Condado de Jersey (noroeste)

## Autopistas importantes
| - Interestatal 55 - Interestatal 70 - Interestatal 255 - Interestatal 270 - U.S. Route 40 - U.S. Route 67 - Ruta Estatal de Illinois 3 - Ruta Estatal de Illinois 4 - Ruta Estatal de Illinois 100 - Ruta Estatal de Illinois 162 | - Ruta Estatal de Illinois 140 - Ruta Estatal de Illinois 160 - Ruta Estatal de Illinois 143 - Ruta Estatal de Illinois 157 - Ruta Estatal de Illinois 159 - Ruta Estatal de Illinois 111 - Ruta Estatal de Illinois 203 - Ruta Estatal de Illinois 255 - Ruta Estatal de Illinois 267 |

## Demografía
En el  censo de 2000, hubo 258 941 personas, 101 953 hogares y 70 041 familias residiendo en el condado. La densidad poblacional era de 357 personas por milla cuadrada (138/km²). En el 2000 había 108 942 unidades habitacionales en una densidad de 150 por milla cuadrada (58/km²). La demografía del condado era de 90,23% blancos, 7,31% afroamericanos, 0,27% amerindios, 0,60% asiáticos, 0,02% isleños del Pacífico, 0,49% de otras razas y 1,08% de dos o más razas. 1,52% de la población era de origen hispano o latino de cualquier raza. 
La renta promedio para un hogar del condado era de $41 541 y el ingreso promedio para una familia era de $50 862. En 2000 los hombres tenían un ingreso medio de $39 857 versus $25 968 para las mujeres. La renta per cápita para el condado era de $20 509 y el 9,80% de la población estaba bajo el umbral de pobreza nacional.

## Ciudades y pueblos
| - Alhambra - Alton - Bethalto - Collinsville - Cottage Hills | - Dorsey - East Alton - Edwardsville - Fairmont City - Glen Carbon | - Godfrey - Granite City - Grantfork - Hamel - Hartford | - Highland - Livingston - Madison - Marine - Maryville | - Mitchell - Moro - New Douglas - Pierron - Pontoon Beach | - Prairietown - Rosewood Heights - Roxana - South Roxana - St. Jacob | - Troy - Venice - Williamson - Wood River - Worden |